# I Will Always Love You
«I Will Always Love You» —en español: «Siempre te amaré»— es una canción escrita y grabada originalmente en 1973 por la cantante y compositora estadounidense Dolly Parton. Su versión country fue lanzada como sencillo en 1974 y fue compuesta como una despedida a su compañero y mentor Porter Wagoner, después de que Parton decidiera emprender una carrera como solista.
La versión original de Parton alcanzó un notable éxito comercial, logrando el primer lugar en la lista Billboard Hot Country Songs en dos ocasiones: primero en junio de 1974 y nuevamente en octubre de 1982, con una nueva grabación de la canción. Con este logro, Parton se convirtió en la primera artista en alcanzar el número uno dos veces con la misma canción.
En 1992, Whitney Houston grabó una versión icónica de la canción para la banda sonora de la película El guardaespaldas, la cual incluye un solo de saxofón interpretado por Kirk Whalum. Este sencillo permaneció catorce semanas en el primer lugar del Billboard Hot 100 y se ha convertido en uno de los sencillos más vendidos de todos los tiempos, siendo el más vendido por una mujer en la historia. Tras la muerte de Houston en 2012, su versión de «I Will Always Love You» volvió a las listas, convirtiéndose en el segundo sencillo en alcanzar el top 3 del Billboard Hot 100 en dos periodos diferentes.
La canción ha sido versionada por numerosos artistas, incluyendo a Linda Ronstadt, quien la incluyó en su álbum Prisoner in Disguise de 1975.

## Antecedentes y composición

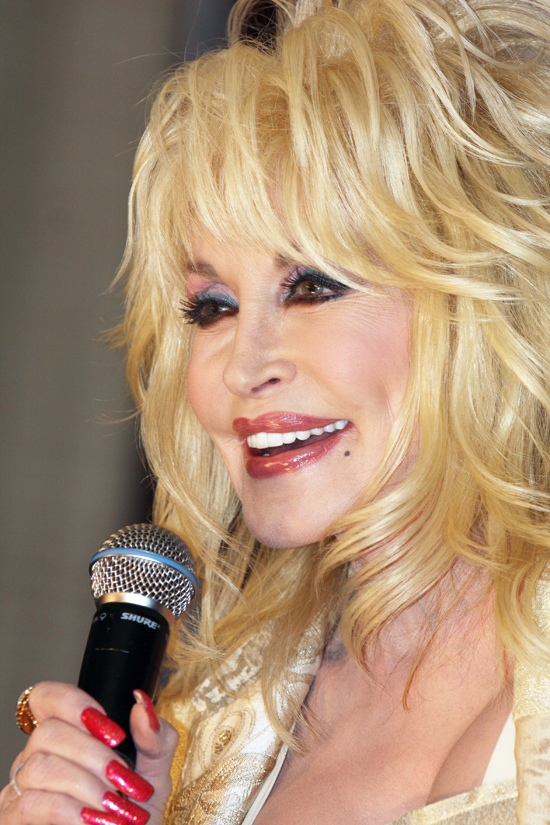
Dolly Parton

La cantante y compositora de música country Dolly Parton escribió la canción en 1973 para su entonces compañero y mentor Porter Wagoner, de quien se estaba separando profesionalmente tras una colaboración de siete años. La grabó el 12 de junio de 1973 en el RCA Studio B en Nashville.
El autor Curtis W. Ellison afirmó que la canción «habla sobre la ruptura de una relación entre un hombre y una mujer que no desciende a un caos doméstico implacable, sino que, en cambio, imagina una separación con respeto, por iniciativa de la mujer». Esta balada de amor country está escrita en un compás de tiempo común con un tempo de 66 pulsaciones por minuto (Larghetto/Adagio). Aunque Parton tuvo mucho éxito con la canción, muchas personas desconocen su origen. Durante una entrevista, el mánager de Parton, Danny Nozel, comentó que «una cosa que descubrimos con American Idol es que la mayoría de la gente no sabe que Dolly Parton escribió [la canción]». En otra entrevista, Dolly Parton reveló que escribió su emblemática canción «Jolene» el mismo día que «I Will Always Love You». Más tarde, Parton aclaró: «No estoy segura si realmente fueron escritas la misma noche».
En varias ocasiones, mucho antes de que Whitney Houston grabara la canción, Dolly Parton sugirió a la cantante Patti LaBelle que la interpretara, ya que sentía que LaBelle podría haberla cantado muy bien. Sin embargo, LaBelle admitió que pospuso repetidamente la oportunidad de hacerlo y luego lo lamentó profundamente después de escuchar la versión de Houston.